# Tadzhikita-(Ce)
La tadzhikita-(Ce) és un mineral de la classe dels silicats, que pertany al grup de la hel·landita. Rep el nom del Tadjikistan, on es troba la seva localitat tipus.

## Característiques
La tadzhikita-(Ce) és un silicat de fórmula química Ca₄Ce3+₂Ti◻(B₄Si₄O22)(OH)₂. Es tracta d'una espècie aprovada per l'Associació Mineralògica Internacional l'any 1969, que va ser reanomenada l'any 2000 en ser afegit el sufix de terres rares. Cristal·litza en el sistema monoclínic. La seva duresa a l'escala de Mohs és 6.
Segons la classificació de Nickel-Strunz, la tadzhikita-(Ce) pertany a «09.DK - Inosilicats amb 5 cadenes senzilles periòdiques» juntament amb els següents minerals: babingtonita, litiomarsturita, manganbabingtonita, marsturita, nambulita, natronambulita, rodonita, escandiobabingtonita, fowlerita, santaclaraïta, saneroïta, hellandita-(Y), mottanaita-(Ce), ciprianiïta i hellandita-(Ce).

## Formació i jaciments
Va ser descoberta a la glacera Dara-i-Pioz, als districtes de la Subordinació Republicana (Tadjikistan). També ha estat descrita al Kirguizstan, el Canadà, Itàlia, Noruega i Suècia.